# 艾瑞玛·诺斯克罗夫特

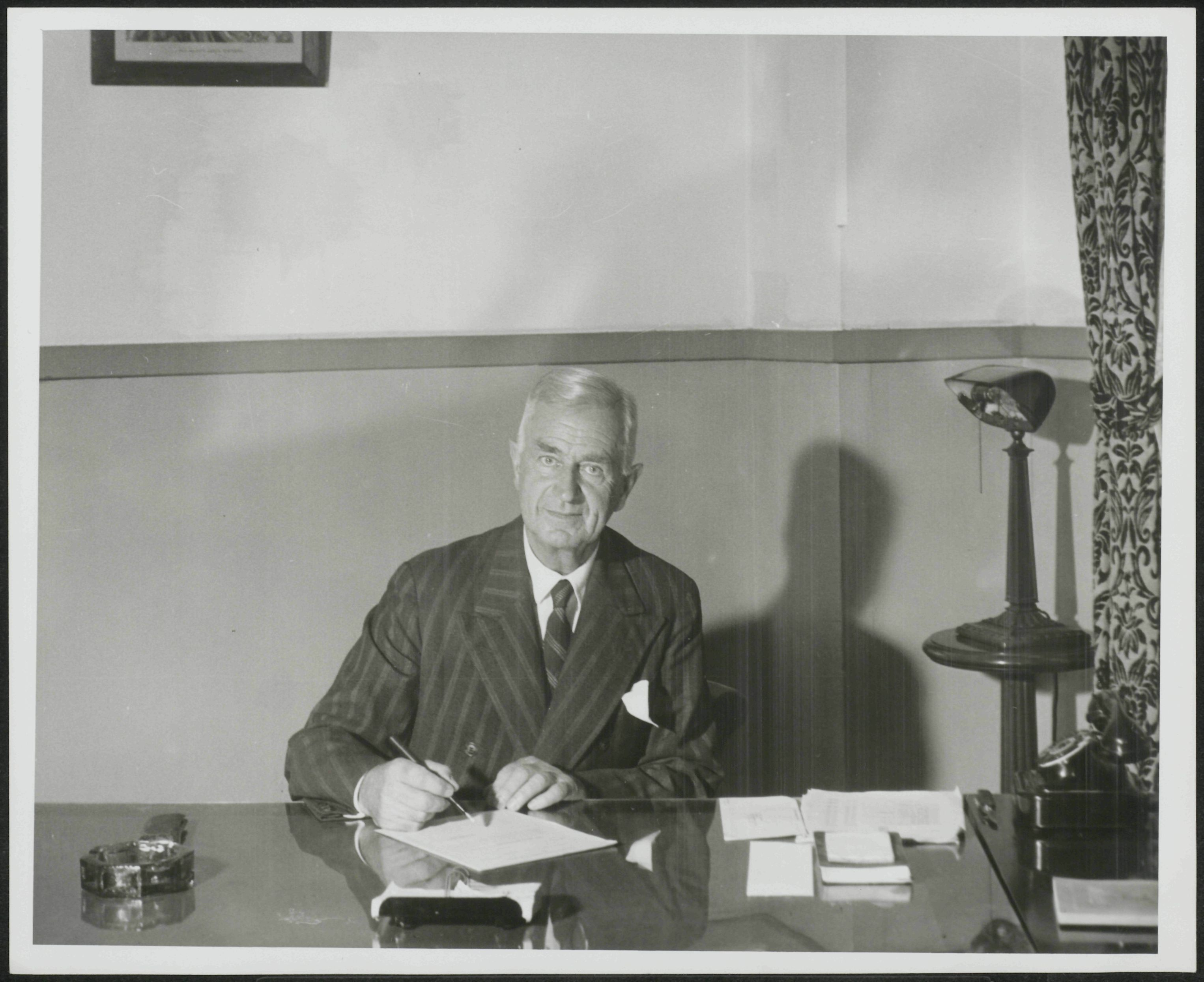
艾瑞玛·哈维·诺斯克罗夫特

艾瑞玛·哈维·诺斯克罗夫特（英語：Sir Erima Harvey Northcroft，1884年12月2日—1953年10月10日），是新西兰的法官，是远东国际军事法庭的审判法官之一。

## 生平
1884年，出生于荷基提卡。
1907年，为新西兰最高法院的辩护律师。
1912年，加入汉密尔顿地区律师协会。
1914年，在新西兰炮兵野战军服兵役。
1919年，继续担任律师。
1927年，任新西兰陆军军法副总监。
1933年，任新西兰陆军军法总监。
1935年，任新西兰最高法院法官。
1940年，再次服兵役。
1941年，任立士顿炮台地区司令官。
1946年，参与东京审判。
1953年，去世。